# 잭 콜먼
잭 콜먼(Jack Coleman, 1958년 5월 21일 ~ )은 미국의 배우이다.

## 출연 작품
- 히어로즈